# Veprichlamys
Veprichlamys is een geslacht van tweekleppigen uit de  familie van de Pectinidae (mantelschelpen). 

## Soorten
- Veprichlamys africana Dijkstra & Kilburn, 2001
- Veprichlamys deynzerorum Dijkstra, 2004
- Veprichlamys incantata (Hertlein, 1972)
- Veprichlamys jousseaumei (Bavay, 1904)
- Veprichlamys kiwaensis (Powell, 1933)
- Veprichlamys perillustris (Iredale, 1925)
- Veprichlamys versipellis Dijkstra & Kastoro, 1997